# Adler (automóveis)

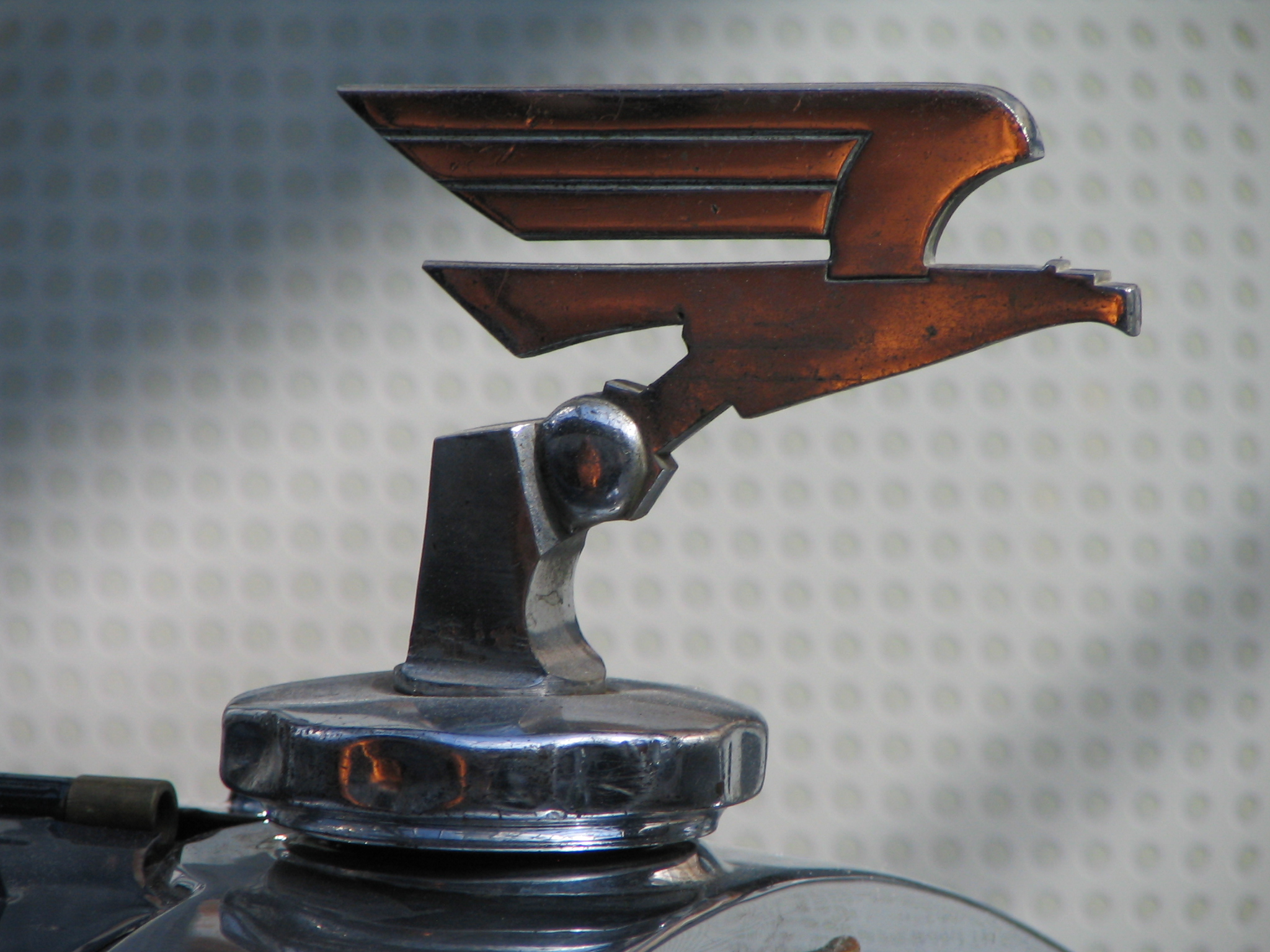
Hood ornament Adler Standard 6

Adler foi um fabricante alemão  de automóveis, motocicletas e máquinas de escrever entre 1900 e 1957. Adler na língua alemã significa águia.

## Galerias

### Automóveis Adler

Adler 4 1/2HP Vis-à-vis 1901
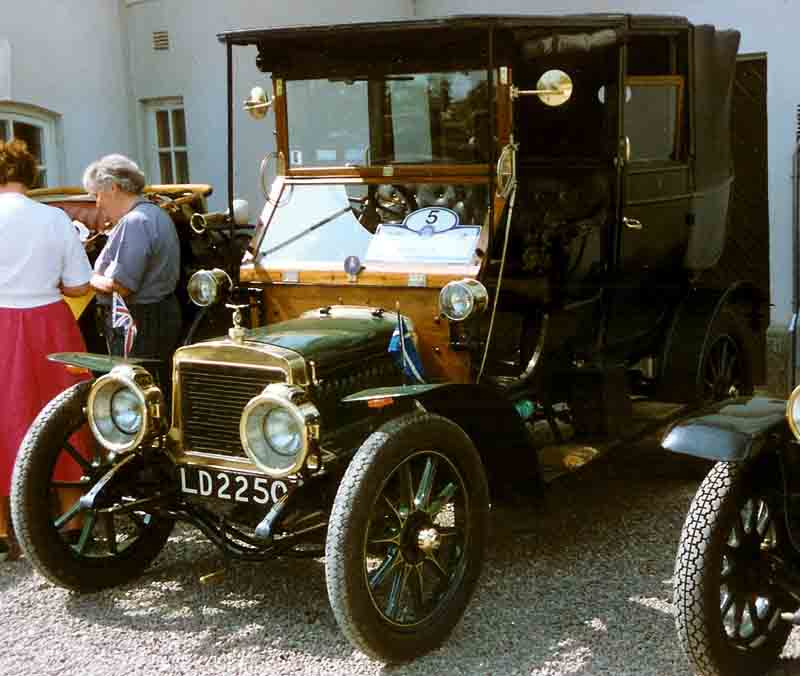
Adler de 1909
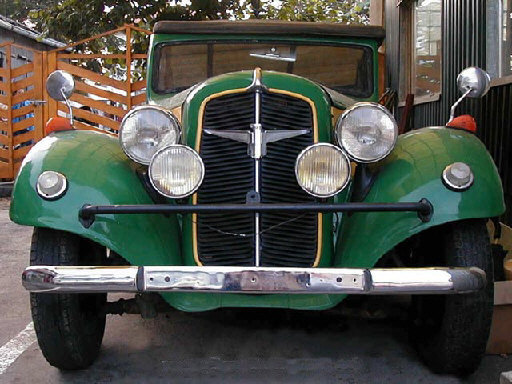
Adler Trumpf Junior
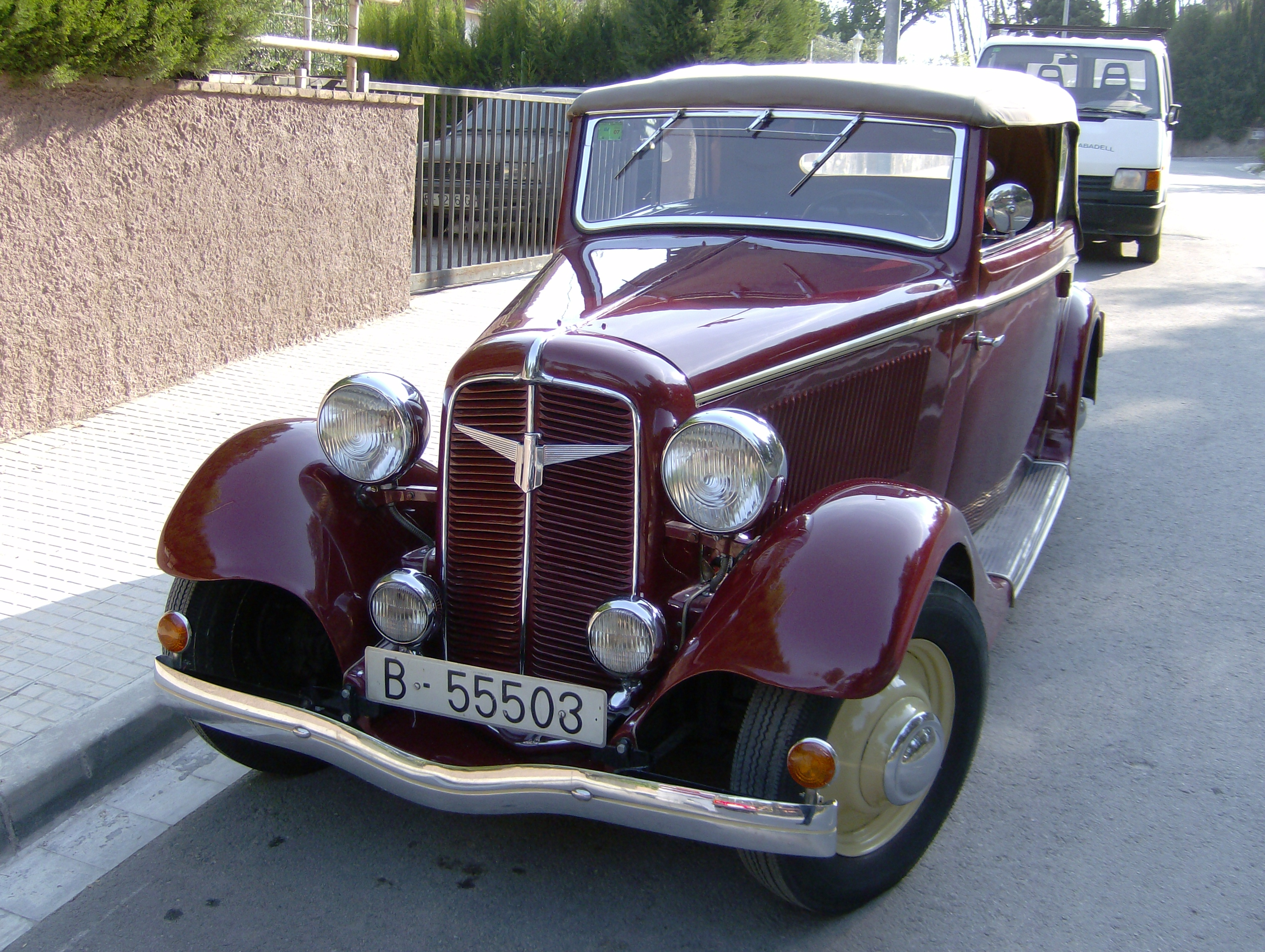
1934 Adler Trumpf 1.7 Litros Karman de Barcelona
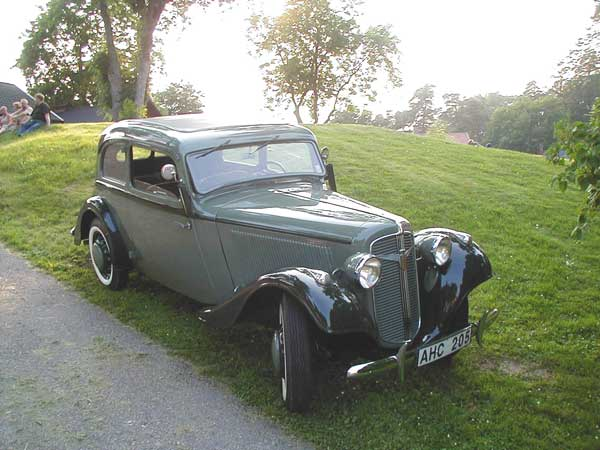
1939 Adler Trumpf Junior
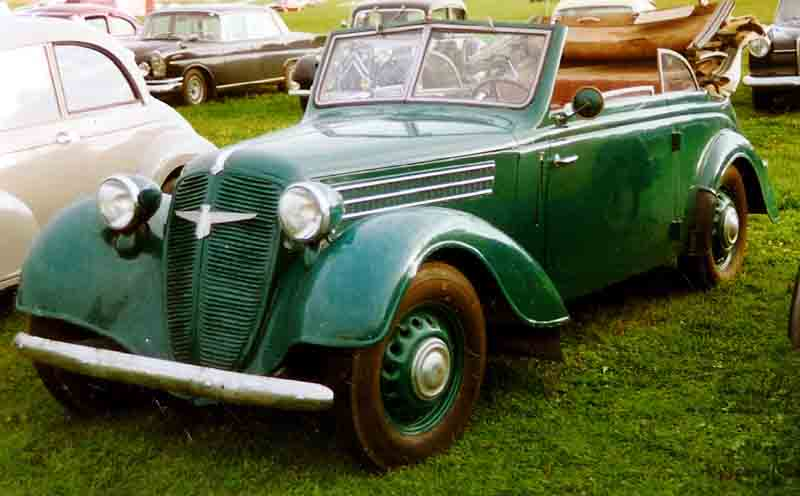
1939 Adler 2 Litros
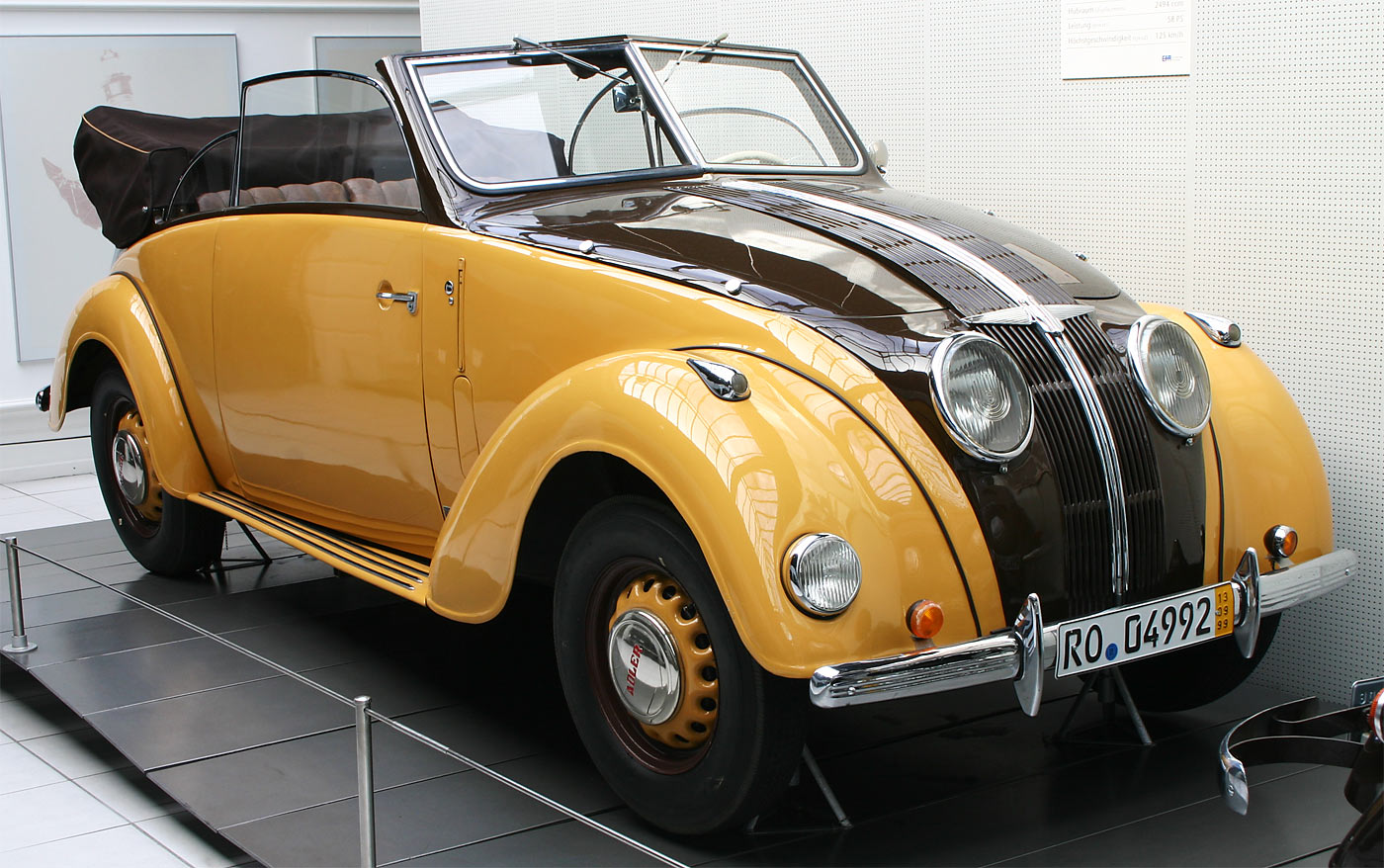
Adler 2.5 Litros Cabrio
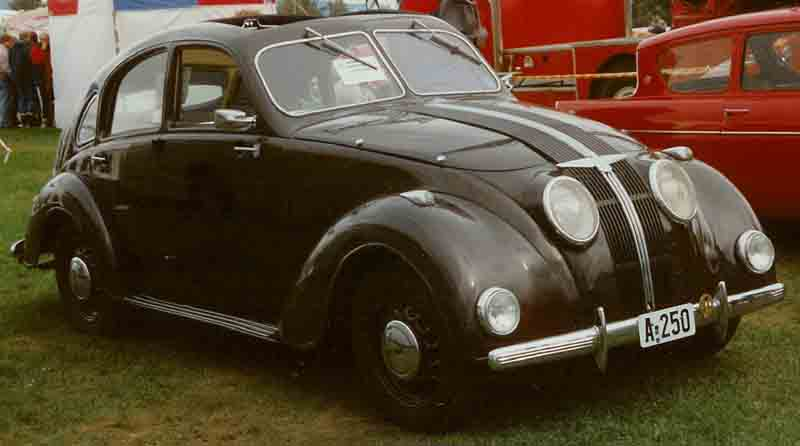
Adler 2.5 Litros
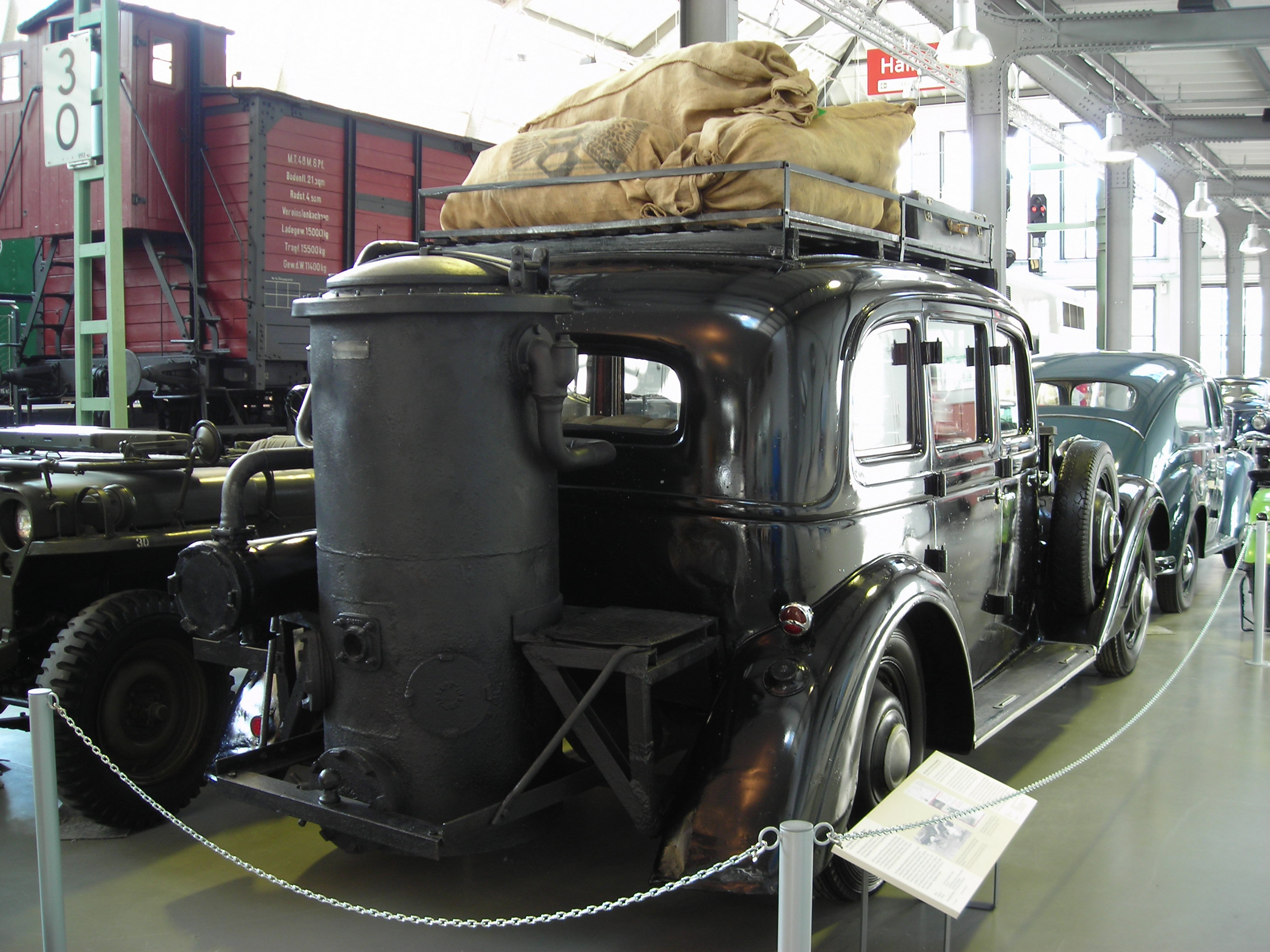
Adler Diplomat 3 com gerador a gás

### Motociclos Adler

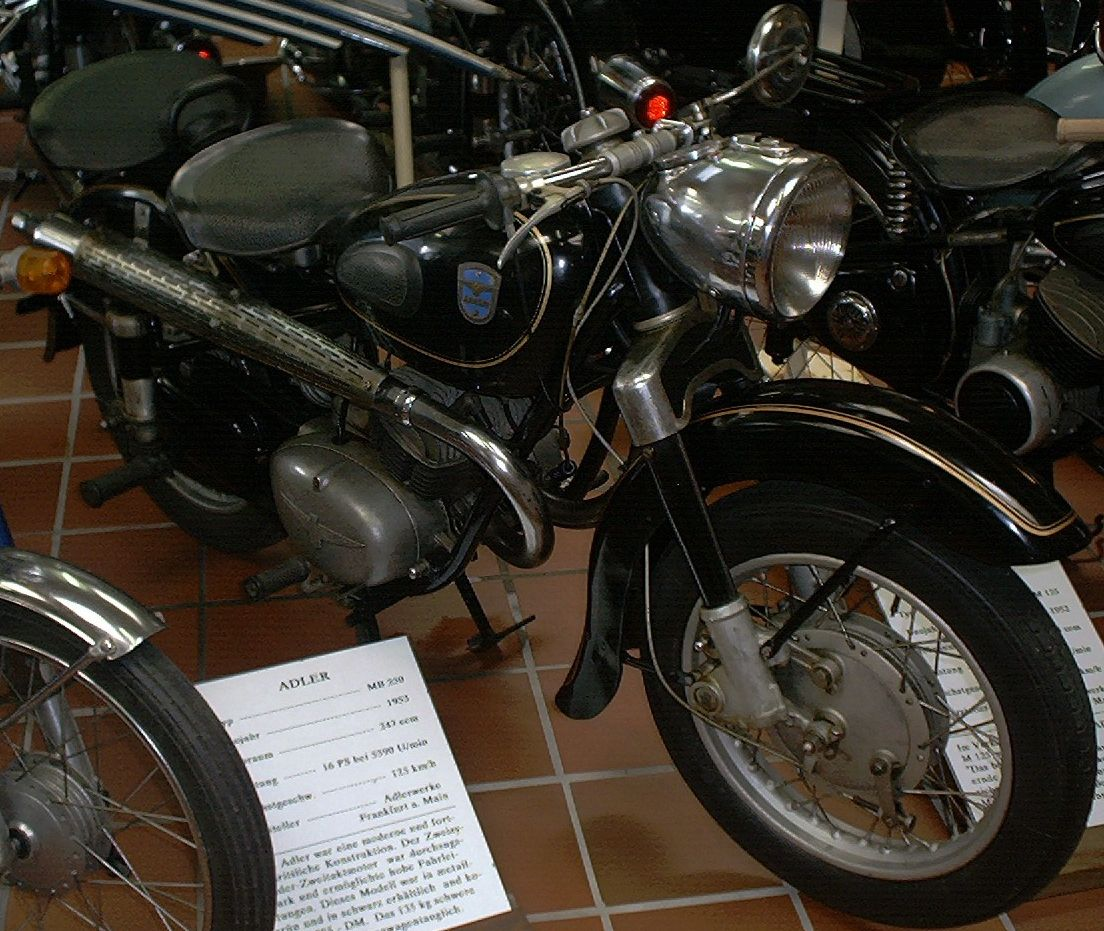
Adler MB 250 de 1953
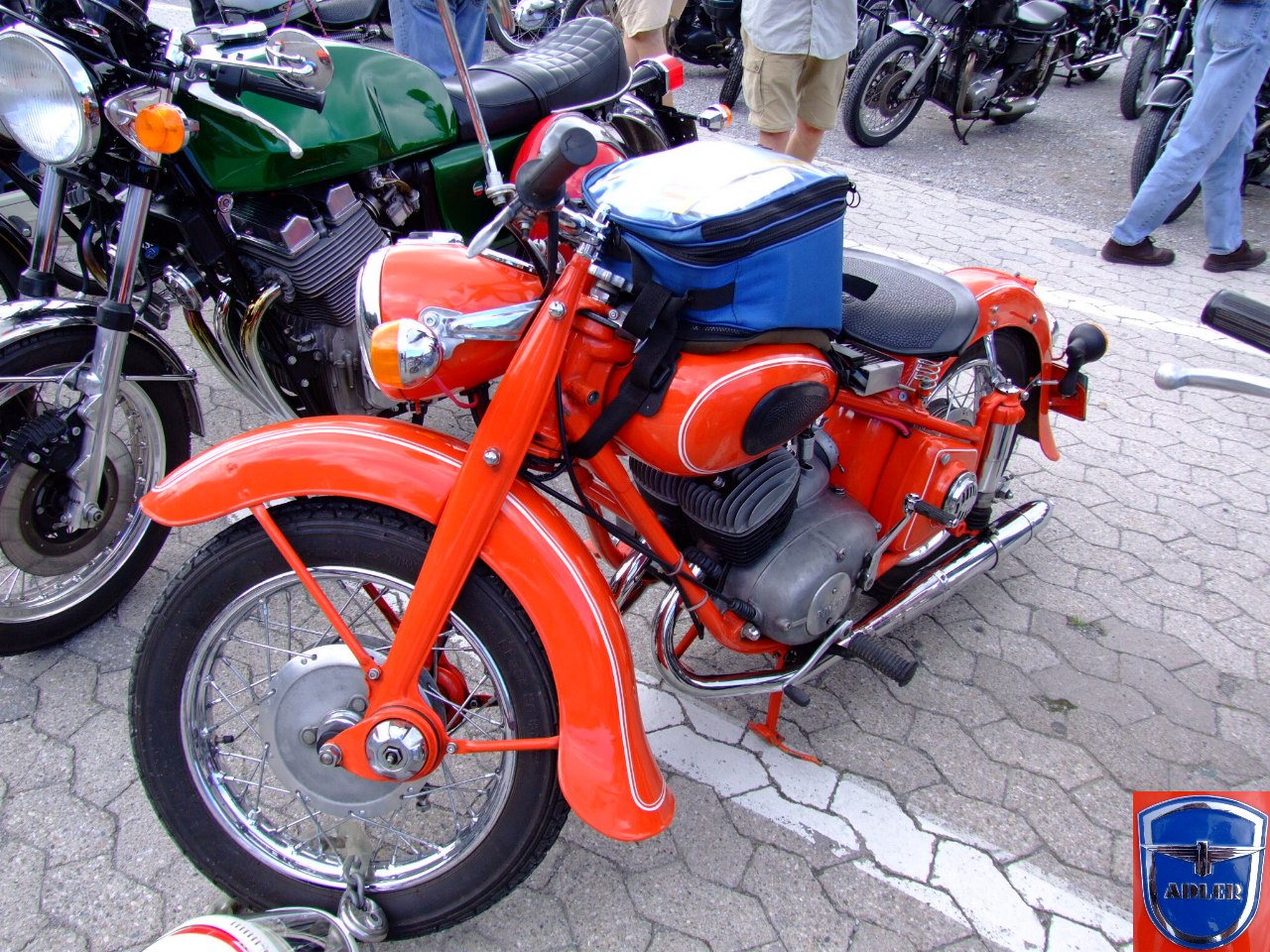
Mota Adler
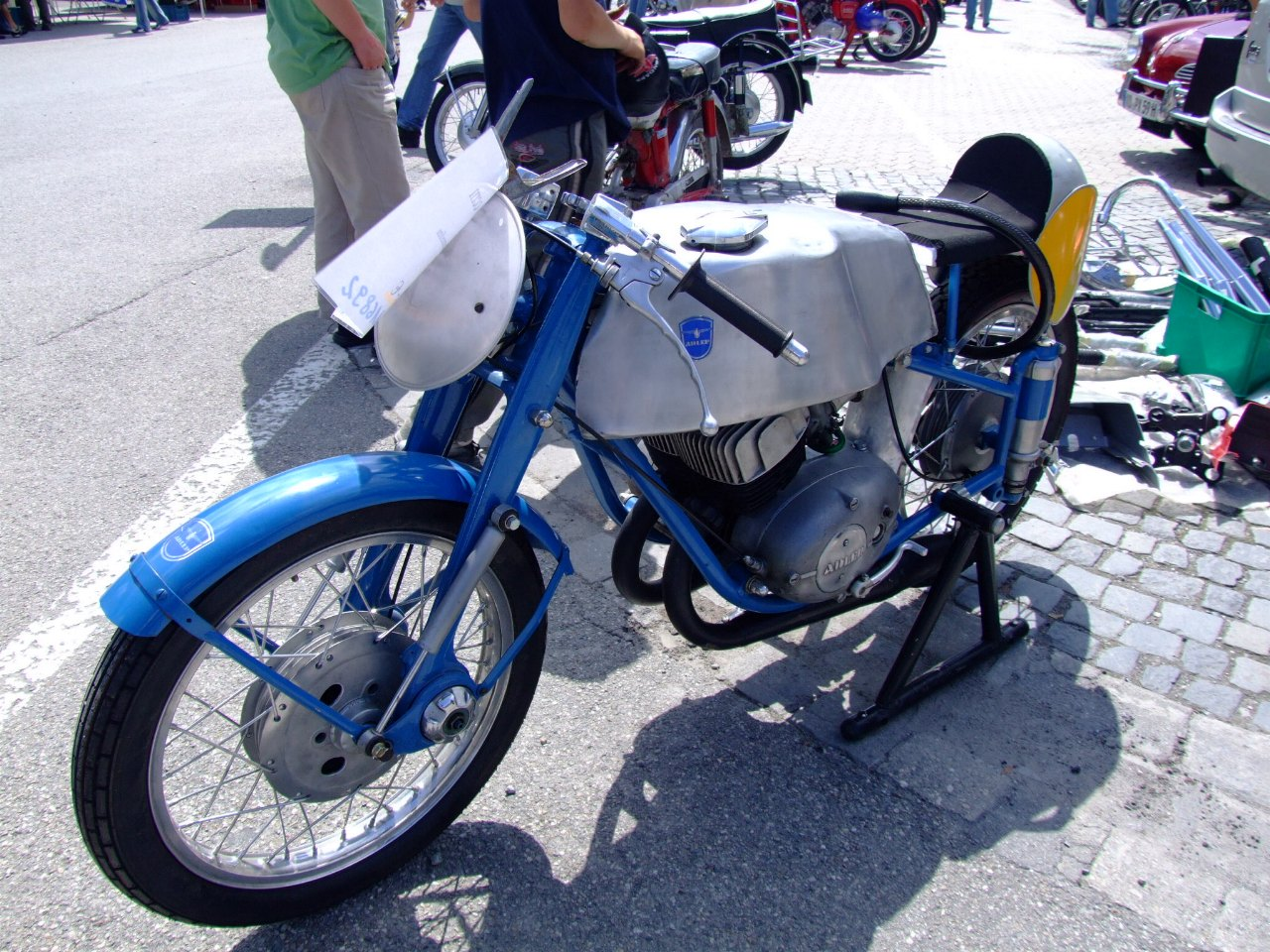
Adler RS 250 de 1953

### Máquinas de Escrever

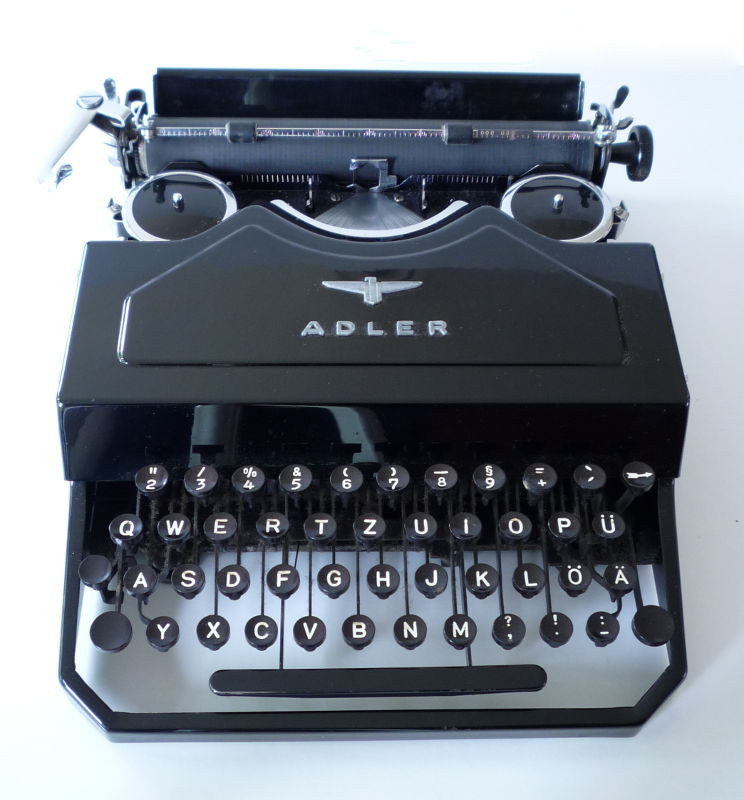
Máquinas de Escrever construídas a partir de 1930